# الحلجال (الهراويين)
الحلجال هي إحدى مشيخات المملكة المغربية، تتبع جغرافيا لإقليم مديونة وإداريًا لالهراويين. يقدر عدد سكانها بـ 3669 نسمة حسب الإحصاء الرسمي للسكان والسكنى لسنة 2004.